# Gare de La Fontaine
Pour les articles homonymes, voir Gare de Fontaine.
La gare de La Fontaine est une gare ferroviaire française de la ligne de Fives à Abbeville, située sur le territoire de la commune de Wavrin dans le département du Nord, en région Hauts-de-France. 
Un point d'arrêt est mis en service en 1891 par la Compagnie des chemins de fer du Nord. C'est une halte voyageurs de la Société nationale des chemins de fer français (SNCF), desservie par des trains TER Hauts-de-France.

## Situation ferroviaire
Établie à 23 mètres d'altitude, la gare de La Fontaine est située au point kilométrique (PK) 17,144 de la ligne de Fives à Abbeville, entre les gares de Wavrin et de Don - Sainghin.

## Histoire
Le point d'arrêt pour trains légers de La Fontaine est créé au PK 17, et mis en service en 1891 par la Compagnie des chemins de fer du Nord.

## Service des voyageurs

### Accueil
Halte SNCF, c'est un point d'arrêt non géré (PANG) à accès libre.
La traversée des voies et le passage d'un quai à l'autre se fait par le passage à niveau routier.

### Desserte
La Fontaine est desservie par des trains TER Hauts-de-France de la ligne C51 qui effectuent des missions entre les gares de Lille-Flandres et Lens

### Intermodalité
Le stationnement des véhicules et des vélos est possible à proximité de la gare.
La gare est desservie par la ligne scolaire 917 du réseau Ilévia.